# Duben 2022
Toto je archivovaný článek z portálu Aktuality.
1. dubna – pátek
 Ukrajinské letectvo provedlo, podle sdělení ruských úřadů, nálet na sklad pohonných hmot v ruském Bělgorodě. 
3. dubna – neděle
 V parlamentních volbách v Maďarsku zvítězil Fidesz premiéra Viktora Orbána, který dosáhl čtvrtého vítězství v parlamentních volbách s ústavní většinou v řadě. 
 V srbských prezidentských a parlamentních volbách zvítězila Srbská pokroková strana se stávající hlavou státu Aleksandarem Vučićem v čele. 
 Ve druhém kole prezidentských voleb v Kostarice zvítězil konzervativní politik a ekonom Rodrigo Chaves. 
4. dubna – pondělí
 Řecko splatilo Mezinárodnímu měnovému fondu poslední část dluhu z let 2010–2018, kdy čelilo vážným problémům se svými veřejnými financemi. 
 Mezivládní panel pro změnu klimatu zveřejnil třetí část svojí šesté hodnotící zprávy, věnovanou zmírňování změny klimatu. 
5. dubna – úterý
 Německé úřady oznámily rozbití ruskojazyčného darknetového tržiště Hydra, světově největšího nelegálního obchodu s drogami. 
 Časopis Forbes vyhlásil aktuální žebříček nejbohatších lidí světa, na jehož vrcholu stanul Elon Musk s majetkem 219 miliard dolarů, na 104. místě nejvýše umístěná Češka Renáta Kellnerová s rodinou. 
 Slovenský nejvyšší soud uznal Mariana Kotlebu vinným z extremistického trestného činu a vyměřil mu podmínečný trest. 
7. dubna – čtvrtek
 Ve věku 72 let zemřel Josef Alois Náhlovský, herec, komik a bavič. 
 Valné shromáždění OSN odhlasovalo 94 hlasy proti 24 vyloučení Ruska z Rady pro lidská práva. 
 Arménský premiér Nikol Pašinjan a ázerbájdžánský prezident Ilham Alijev se v Bruselu dohodli na zahájení mírových jednání o vytyčení hranic na Náhorním Karabachu. 
9. dubna – sobota
 Pákistánský parlament vyjádřil nedůvěru vládě premiéra Imrana Chána, který byl odvolán z funkce. 
 Česká tenistka Květa Peschkeová oznámila konec profesionální kariéry. 
10. dubna – neděle
 Z prvního kola prezidentských voleb ve Francii postoupili Emmanuel Macron a Marine Le Penová. 
 Tropická bouře Megi na Filipínách usmrtila nejméně 123 osob, dalších 240 bylo zraněno, přes 200 tisíc lidí bylo evakuováno. 
 Na východě Jihoafrické republiky začaly ničivé záplavy, které si v průběhu následujícího týdne vyžádaly 443 obětí na životech. 
 Byly vyhlášeny ceny Magnesia Litera, knihou roku se stala biografie Gott: Československý příběh Pavla Klusáka. 
11. dubna – pondělí
 Pákistánským premiérem byl zvolen Šáhbáz Šaríf. 
14. dubna – čtvrtek
 Ozbrojené síly Ukrajiny oznámily, že k útoku na ruský křižník Moskva použily protilodní střely Neptun. Rusko potvrdilo úplnou evakuaci posádky křižníku a později jeho potopení. 
 Předseda Senátu PČR Miloš Vystrčil s několika senátory navštívil vlakem ukrajinskou metropoli Kyjev a válkou poničené město Boroďanka. 
19. dubna – úterý
 Helikoptéra Ingenuity v rámci mise Mars 2020 za rok od svého prvního vzletu uskutečnila již 25 letů a za 46,5 minuty letového času urazila téměř 5,9 km. 
 Mezinárodní měnový fond snížil odhad ročního růstu světové ekonomiky ze 4,4 na 3,6 procenta, zejména v důsledku ruské invaze na Ukrajinu a následných sankcí. 
20. dubna – středa
 Slovenská policie zadržela bývalého ministra vnitra Roberta Kaliňáka a obvinila ho ze založení zločinecké skupiny a ohrožení daňového tajemství. V kauze byl obviněn i bývalý slovenský premiér Robert Fico. 
23. dubna – sobota
 Turecko uzavřelo svůj vzdušný prostor pro civilní i vojenské lety ruských letadel do Sýrie. 
24. dubna – neděle
 Emmanuel Macron zvítězil ve francouzských prezidentských volbách. 
 Parlamentní volby ve Slovinsku podle odhadů vyhrálo liberálně zelené Hnutí Svoboda vedené Robertem Golobem před Slovinskou demokratickou stranou dosavadního premiéra Janeze Janši. 
26. dubna – úterý
 Mezinárodní hokejová federace odebrala kvůli bezpečnosti Rusku pořadatelství Mistrovství světa v ledním hokeji 2023. 
 V pondělí a úterý došlo k několika útokům v moldavském Podněstří, prezidentka Maia Sanduová v obavách z rozšíření rusko-ukrajinského konfliktu svolala bezpečnostní radu státu. 
 Indii nezvykle časně zasáhla vlna veder, v 1,5milionovém středoindickém městě Rádžgarh bylo naměřeno 46,5 °C. 
28. dubna – čtvrtek
 Dritan Abazović se stal černohorským premiérem. 
29. dubna – pátek
 OBSE po 8 letech ukončila monitorovací misi na Ukrajině, jejíž prodloužení dříve Rusko vetovalo. 
 Úřady v jižní Kalifornii po historicky nejsušší zimě vyhlásily stav nouze s nedostatkem vody a nařídily bezprecedentní omezení dodávek vody. 